# René Goblet
René Goblet (Aire-sur-la-Lys, 26 novembre 1828 – Parigi, 13 settembre 1905) è stato un politico francese. È stato il Primo Ministro della Francia dall'11 dicembre 1886 al 30 maggio 1887.

## Biografia
Avvocato e giornalista, nel 1869 con Frédéric Petit e Jules Lardière fondò il giornale repubblicano radicale Le Progrès de la Somme. Massone, fu membro della Loggia "La Clémente Amitié" del Grande Oriente di Francia.
Nel 1871 diventa deputato, nel 1879 è sottosegretario alla giustizia nel governo di William Henry Waddington, mentre nel 1882 è Ministro dell'Interno nell'esecutivo di Charles de Freycinet. Fra il 1885 e il 1886 è Ministro dell'Istruzione pubblica e delle Belle arti nel governo di Henri Brisson e poi nel terzo esecutivo di de Freycinet. 
L'11 dicembre 1886 viene nominato Primo Ministro di Francia, carica che mantiene fino al 30 maggio 1887; nel suo governo è anche Ministro dell'Interno a interim. Successivamente, dall'aprile 1888 al febbraio 1889, è ministro degli Affari Esteri nell'esecutivo di Charles Floquet. Dopo le elezioni legislative di tale anno non viene rieletto in Parlamento, ma diventa poi senatore nel 1891; conclude la propria carriera istituzionale nel 1898.
Morì il 13 settembre 1905 all'età di 76 anni.